# Free Inquiry
Free Inquiry – amerykański opiniotwórczy dwumiesięcznik wydawany przez Council for Secular Humanism (Radę na rzecz Sekularystycznego Humanizmu). Jego redaktorem jest Paul Kurtz, emerytowany profesor filozofii na Uniwersytecie Stanu Nowy Jork. Zawartość „Free Inquiry” stanowią artykuły na temat wolnomyślicielstwa, ateizmu oraz teistycznego sceptycyzmu. Pismo opowiada się za rozdziałem państwa od kościołów, promuje naukowe podejście w odniesieniu do religii, wolność światopoglądu oraz racjonalizm.
Na łamach „Free Inquiry” publikują lub publikowali:
- Richard Dawkins
- Christopher Hitchens
- Peter Singer

W Polsce niektóre z opublikowanych we „Free Inquiry” artykułów przedrukowuje społeczno-polityczny kwartalnik „Bez Dogmatu”.